# Robert Mahieu
Robert Mahieu était un entrepreneur français du XVIIe siècle.

## Biographie
Robert Mahieu, négociant parisien en bois et charbon de bois, demande en 1676 l'autorisation au Duc d’Orléans de creuser une voie d'eau reliant à la rivière Loing et donc à la Seine, les exploitations forestières proches de Lorris, entre la grande forêt d’Orléans et les riches exploitations céréalières du Gatinais.
Il achève en deux ans un premier canal de 25 kilomètres, qu’il veut prolonger à l’ouest jusqu'à Orléans. Mais il est vite à court de fonds et Louis XIV intervient, l'obligeant à céder son projet à son frère, le duc d'Orléans.
L'affirmation selon laquelle Robert Mahieu aurait pu servir de prête-nom au Duc d’Orléans pour commencer les travaux, n'a pas de source.[réf. nécessaire]